# Cordisburgo
Cordisburgo là một đô thị thuộc bang Minas Gerais, Brasil. Đô thị này có diện tích 823,215 km², dân số năm 2007 là 9385 người, mật độ 10,4 người/km².